# Uraneis hyalina
Uraneis hyalina är en fjärilsart som beskrevs av Butler 1867. Uraneis hyalina ingår i släktet Uraneis och familjen Riodinidae. Inga underarter finns listade i Catalogue of Life.